# Björk
Björk Guðmundsdóttir, meglio conosciuta solo come Björk (AFI, pronuncia islandese: [pjœr̥k ˈkvʏðmʏntsˌtouʰtɪr̥] ; Reykjavík, 21 novembre 1965), è una cantautrice, compositrice, produttrice discografica, attrice e attivista islandese.
Nota come musicista già dagli anni Ottanta in patria, si trasferisce negli anni Novanta a Londra, dove acquisisce notorietà internazionale cominciando la sua parabola di artista in continua evoluzione e alla continua ricerca musicale e vocale che l'ha portata a essere riconosciuta come l'anello di congiunzione tra l'artista pop e l'artista d'avanguardia. Dalle notevoli capacità vocali, è celebre per lo stile musicale largamente eclettico, comprendente generi differenti quali rock alternativo, folk, jazz, trip hop, techno, musica elettronica, classica, sperimentale, minimalista e d'avanguardia, nonché per il particolare abbigliamento di scena, gli originali e discussi video musicali e la sua personalità.
Con i suoi ultimi album Björk rappresenta una grande innovazione nel panorama musicale, collegando la sua musica alla tecnologia avanzata: già Biophilia nel 2011 esce come suite di applicazioni per iPad e iPhone e il tour su di esso incentrato comprende l'uso di strumenti tecnologici d'avanguardia, mentre Vulnicura (2015) vede dedicata una mostra "immersiva" in realtà virtuale - Björk Digital - e una serie di videoclip anch'essi in VR, e infine il residency show Cornucopia nel 2019 include oltre alla musica live anche tecnologia digitale e performance.
Il magazine Rolling Stone l'ha piazzata alla 59ª posizione nella classifica dei 100 migliori cantanti di sempre. Björk ha venduto oltre quaranta milioni di dischi in tutto il mondo e ha vinto 138 premi, fra cui cinque BRIT Awards, quattro MTV Video Music Awards, tre UK Music Video Awards e un Premio Italiano della Musica. È stata inoltre candidata quindici volte ai Grammy Award, a un Premio Oscar e a due Golden Globe. Nel 2000 ha vinto invece la Palma d'Oro e il premio per la miglior attrice al festival di Cannes 2000 per la sua recitazione in Dancer in the Dark.

## Biografia

### Gli inizi della carriera tra punk, rock e jazz

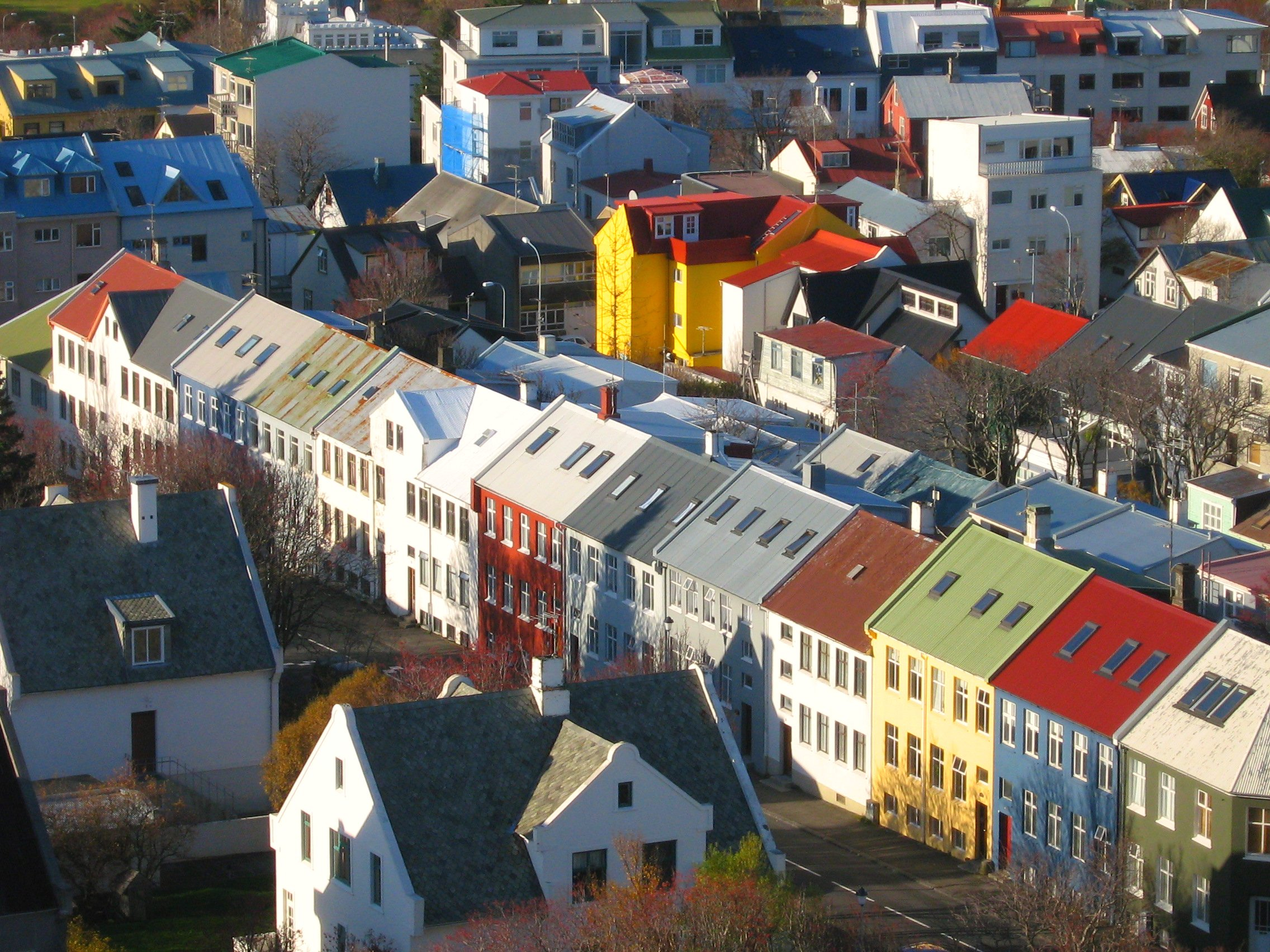
Reykjavík, dove Björk è nata e cresciuta, e tuttora risiede.

Figlia di Hildur Rúna Hauksdóttir e di Guðmundur Gunnarsson, Björk nasce a Reykjavík. In base all'onomastica islandese dóttir vuole dire figlia e siccome suo padre si chiama Guðmundur, il suo cognome diventa Guðmundsdóttir, ovvero figlia di Guðmundur.
La carriera di Björk inizia a undici anni di età componendo un album pop divenuto in patria un caso discografico, mentre studia pianoforte alle scuole elementari. Uno dei suoi insegnanti presenta una registrazione di Björk, che canta la canzone di Tina Charles I Love to Love, a Radio One, un'emittente radiofonica islandese. La registrazione viene trasmessa a livello nazionale; ascoltandola, un rappresentante dell'etichetta discografica Fálkinn contatta Björk per offrirle un contratto discografico. Con l'aiuto del suo patrigno, che suona la chitarra, registra il suo primo album eponimo, Björk (1977), nel quale si esibisce in diverse canzoni islandesi per bambini e in rifacimenti di canzoni celebri, come Fool on the Hill dei Beatles. Il disco diviene un successo in Islanda, anche se rimane praticamente sconosciuto all'estero.
Successivamente la musica punk inizia ad avere una certa influenza su Björk. All'età di quattordici anni forma un gruppo punk di sole ragazze, le Spit and Snot, seguito a breve da un gruppo di jazz fusion chiamato Exodus nel 1979. Nel 1980, all'età di quindici anni, si diploma alla scuola di musica. Nel 1981 lei e il bassista degli Exodus, Jakob Magnússon, formano un altro gruppo, i Tappi Tíkarrass e, nello stesso anno, pubblicano un EP (Bitið fast í vitid). Il loro album Miranda venne pubblicato nel 1983, acquista una certa notorietà in Islanda.
In seguito Björk collabora con Einar Örn Benediktsson ed Einar Melax dei Purrkurr Pillnikk, e Guðlaugur Óttarsson, Sigtryggur Baldursso e Birgir Morgensen dei Þeyr. Dopo avere scritto canzoni e provato assieme per due settimane si esibiscono con il nome di KUKL (che in islandese significa "stregoneria"). Il gruppo, trovatosi bene a suonare insieme, decide di continuare, sviluppando un suono che alcuni hanno descritto come somigliante al goth rock. Björk inizia a sviluppare quello che diventerà il suo caratteristico stile canoro.

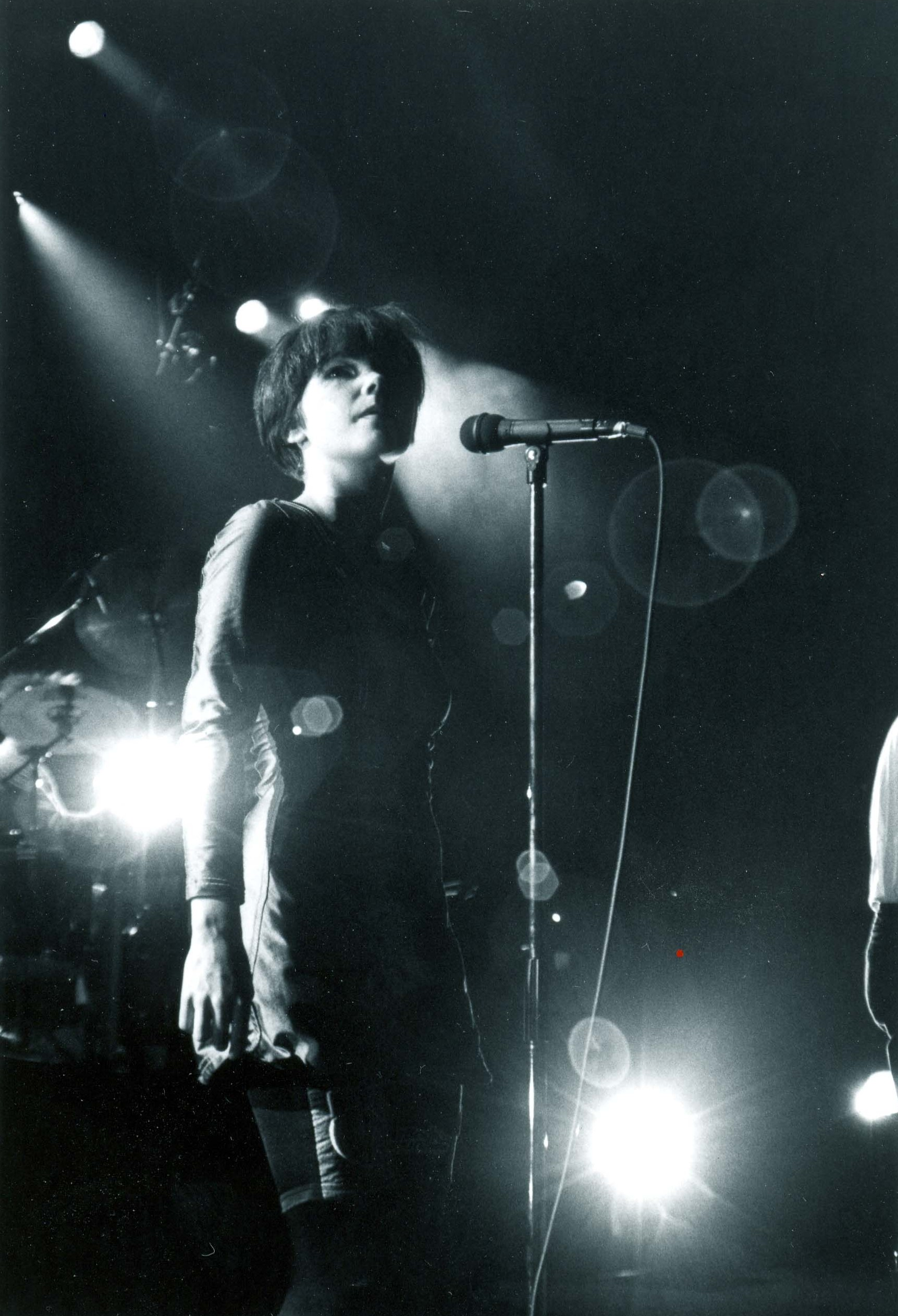
Björk in Giappone con i Sugarcubes.

I KUKL si esibiscono in Islanda assieme alla band punk anarchica inglese dei Crass, e in seguito visitano il Regno Unito in una serie di esibizioni con i Flux of Pink Indians. Il gruppo produce, come risultato di queste collaborazioni, due album: The Eye (1984) e Holidays in Europe (1986), entrambi per Crass Records.
La band poi si scioglie, in parte a causa della chiusura della loro casa discografica Gramm. Nella metà del 1986 diversi membri dei KUKL e del gruppo surrealista Medusa si organizzano insieme per fondare la Smekkleysa (Bad Taste), un collettivo di artisti, che però si scioglie rapidamente.

### 1986-1991: The Sugarcubes e collaborazioni varie
Nell'estate del 1986 diversi membri dei KUKL formano una nuova band, The Sugarcubes. Il loro primo singolo, intitolato Afmæli (in islandese "compleanno"), riscuote un grande successo in Inghilterra. Essi si guadagnano un significativo seguito di fan, sia nel Regno Unito sia negli Stati Uniti. Firmano un contratto per l'etichetta One Little Independent e registrano il loro primo album, Life's Too Good (1988), che ha un discreto successo internazionale, anche grazie al singolo Birthday (la versione inglese di Ammæli), il quale alla sua data d'uscita, nel 1987, è scelta come canzone numero uno da John Peel di Festive Fifty. Con il loro ultimo album, Stick Around for Joy, diventano il primo gruppo rock islandese a raggiungere tale popolarità in tutto il mondo.
Durante il periodo con gli Sugarcubes Björk partecipa a diversi progetti contemporaneamente. Registra Gling-Gló, una raccolta di brani jazz famosi e di lavori originali, con il noto gruppo bebop Trio Guðmundar Ingólfssonar. Il disco viene pubblicato in Islanda e viene certificato disco di platino, mentre a Björk viene riconosciuta una grande abilità nello scat singing. Björk, inoltre, avendo già da allora un grande interesse per la musica elettronica, collabora con il gruppo inglese 808 State, cantando nel brano Ooops, che viene pubblicato come singolo, e in Q-mart: entrambi vengono poi pubblicati nell'album Ex:El e nella raccolta 808:88:98. Le linee vocali in Q-mart sono completamente improvvisate, così come in altri brani cantati da Björk per gli 808 State, che però non saranno mai pubblicati.
Nel 1991 fa parte, su richiesta di David Tibet dei Current 93 (che era in viaggio in Islanda durante quell'anno), degli ospiti nell'album Island che il compositore islandese HOH (alias Hilmar Örn Hilmarsson) stava registrando con la collaborazione dei Current 93 stessi.

### 1992-1996:DebutePost, l'inizio della carriera da solista
Nel 1992 gli Sugarcubes si separano. Rimangono comunque amici e ancora impegnati nella gestione della casa discografica Smekkleysa/Bad Taste. In questo periodo Björk è già una figura chiave nella scena musicale alternativa.

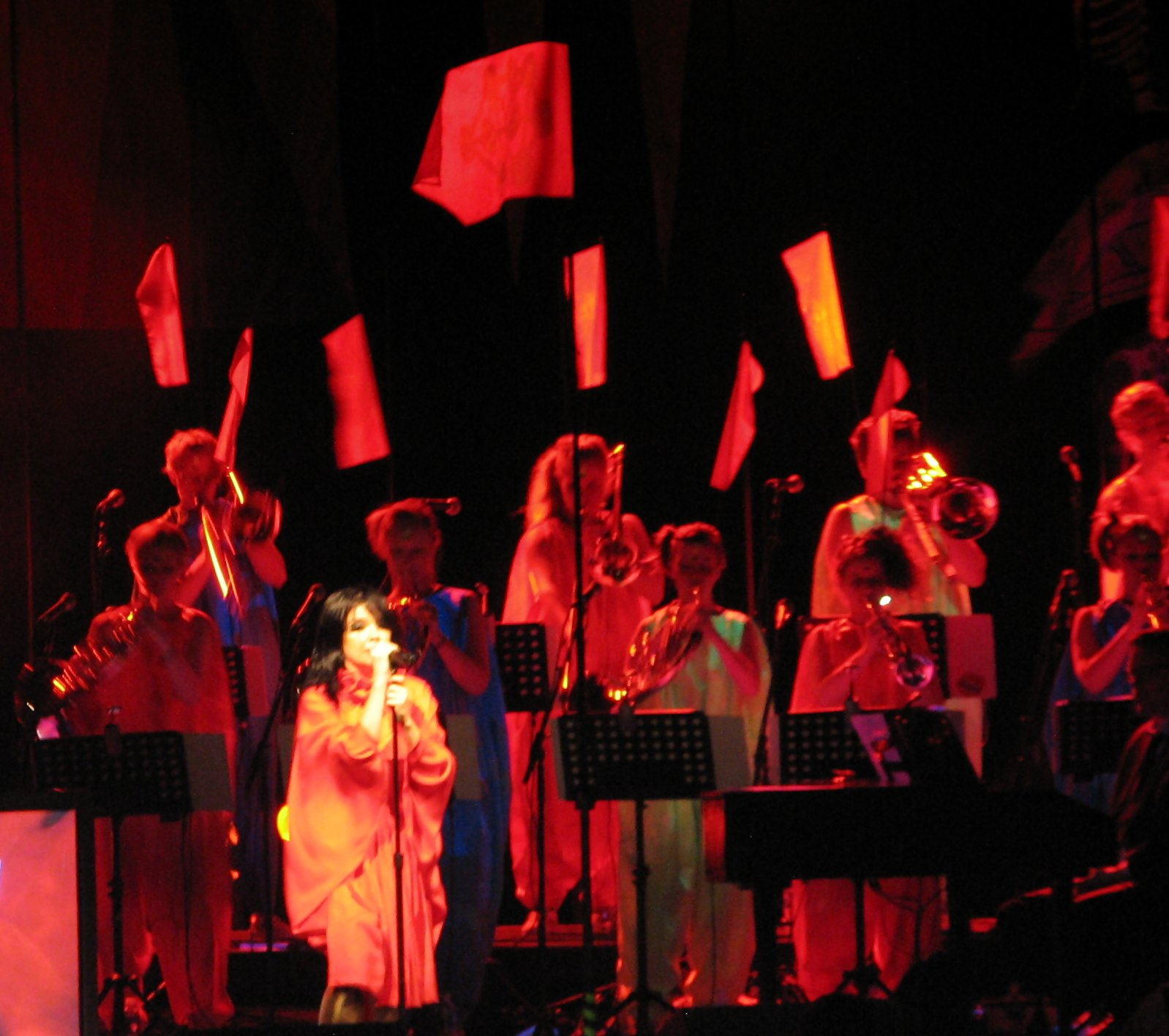
Björk live al Radio City Music Hall.

Con così tante esperienze e influenze, si trasferisce a Londra, ed è pronta per dare inizio a una carriera solista; incomincia a lavorare con il produttore Nellee Hooper (che aveva prodotto album per i Massive Attack, tra i vari). La loro collaborazione produce il primo singolo internazionale di Björk, Human Behaviour, un brano dance tintinnante basato su un sample della chitarra di Antônio Carlos Jobim. La canzone viene trasmessa in molti paesi, e promossa particolarmente da MTV, grazie all'influente video musicale, il cui direttore, Michel Gondry, diventerà poi un assiduo collaboratore di Björk. Il suo album di debutto, Debut, viene pubblicato nel giugno del 1993, e ha grandi risvolti positivi; viene nominato album dell'anno dall'NME e diventa Platino negli Stati Uniti.
Nei BRIT Awards del 1994 Björk vince i premi "Best International Female" e "Best International Newcomer". Durante il grande successo di Debut collabora con diversi artisti; lavora con David Arnold in Play Dead, per il tema del film del 1993 The Young Americans (che compare come traccia bonus nella re-release di Debut), collabora in due canzoni per il progetto Nearly God di Tricky, appare in una traccia dell'album Not for Threes dei Plaid (Warp Records), e scrive la canzone Bedtime Story per Madonna, nel 1994. Nel giugno 1995, viene pubblicato Post, il secondo album di Björk, prodotto da Nellee Hooper, Tricky, Graham Massey degli 808 State e dal produttore di musica elettronica Howie B. Dopo le sonorità ancora affini al pop di Debut, con Post, la cantante approfondisce la sua sperimentazione musicale, avvicinandosi sempre più all'elettronica e al trip hop.
Tre dei singoli di Post si piazzano nella "UK Top 10"; It's Oh So Quiet raggiunge la quarta posizione, Army of Me la decima e Hyperballad l'ottava. L'album si posiziona settimo nella classifica di Spin "Top 90 Album del '90" e 75º nella lista "I 100 Album Migliori, 1985-2005". Inoltre raggiunge il secondo posto nelle classifiche inglesi e meritandosi ancora il disco di Platino negli Stati Uniti.
Nel 1994 contribuisce alla realizzazione dell'album Chansons de mers froides del musicista francese Hector Zazou, con il brano Visur Vatnsenda-Ròsu, il cui testo è tratto da un'antica poesia islandese.
Il mese di novembre del 1996 vede l'uscita di Telegram, un album di remix di canzoni tratte da Post.

### 1997-2002:HomogeniceVespertine, l'unione tra elettronica e orchestra
Nel settembre del 1997 viene pubblicato l'album Homogenic. Questo segna un drammatico cambiamento dalla sua immagine coltivata in Debut e in Post. Björk lavora con i produttori Mark Bell degli LFO, Howie B e Eumir Deodato. Homogenic è un album concettuale ed è considerato come uno dei lavori più estroversi e forti della cantante, con ritmi potenti che riflettono il paesaggio dell'Islanda, in particolare nella canzone Jòga, che fonde linee intense di violini con rocciose "esplosioni" elettroniche. L'album viene certificato Oro negli Stati Uniti nel 2001.

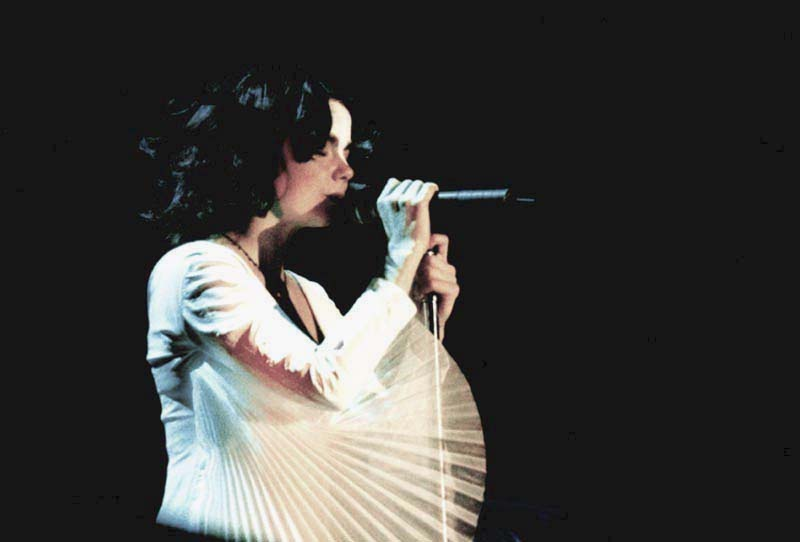
Björk nel 1997 durante l'Homogenic Tour.

La carica emotiva dell'album è contenuta anche nei video delle canzoni, diversi dei quali vengono mandati costantemente in riproduzione su MTV. Il video di Bachelorette viene diretto dal collaboratore Michel Gondry, mentre il video di All Is Full of Love viene diretto da Chris Cunningham. Tale video diventa anche il primo DVD della cantante a essere pubblicato negli Stati Uniti. Il videoclip di All Is Full of Love è considerato da molti critici uno dei video più all'avanguardia di tutti i tempi, e ha influenzato il design dei robot del film Io, robot e di altri film in generale. Nella playlist di MTV2 nei "100 Video Migliori di Sempre" è posizionato al numero 1. Uno dei robot è visibile come installazione fissa al Museo d'Arti Moderne di New York.
Nell'agosto del 2001 venne pubblicato l'album Vespertine. Questo lavoro vede Björk creare un mondo introverso, personale, intimo. L'album presenta orchestre da camera, cori, voci ovattate, microbattiti ricavati dai suoni domestici e temi molto vulnerabili. Per questo album la cantante collabora con l'artista sperimentale Matmos, il danese Thomas Knak, e l'arpista Zeena Parkins. Alcuni dei testi si basano su lavori del poeta statunitense Edward Estlin Cummings, su Harmony Korine, e sull'opera della scrittrice inglese Sarah Kane Crave. In coincidenza con l'uscita dell'album Björk fa pubblicare un libro da tavolo contenente fotografie e citazioni personali intitolato Björk. La cantante s'imbarca in un tour tra teatri e case d'opera in Europa e nel Nord America, accompagnata dai musicisti Matmos, Zeena Parkins e un coro Inuit, dopo avere tenuto apposite audizioni in Groenlandia.
Vespertine è un album elettronico con brani Trip hop e atmosfere minimaliste. Da questo album escono tre singoli: Hidden Place, Pagan Poetry, e Cocoon. MTV2 riproduce il videoclip del primo singolo, che contemporaneamente esce come DVD singolo. Al contrario, il video del singolo successivo, Pagan Poetry, porta Björk ad avere un grande livello di controversia con il canale. Il video mostra piercing grafici, i capezzoli della cantante esposti, e varie immagini riferenti al sesso. Inizialmente il video viene raramente trasmesso da MTV, e alcune parti di esso (per esempio il seno di Björk) vengono censurate nelle rare occasioni in cui viene mandato in onda. Nel 2002 il video viene infine trasmesso senza censura nell'MTV2 americano, nelle sequenza air casuale "I Più Controversi Video Musicali". Il video di Cocoon mostra sempre una Björk seminuda, con dei fili rossi secreti dai capezzoli, che con l'avanzare della canzone avvolgono totalmente la cantante in un bozzolo. Il video è stato diretto dall'artista giapponese Eiko Ishioka.
Nel 2003 Björk pubblica una serie di DVD a basso costo e un cofanetto di CD contenente materiale inedito. Il Greatest Hits vede la sua pubblicazione al fianco di Family Tree, una retrospettiva dei dieci anni precedenti della sua carriera solista.

### 2003-2006:Medúllae la sperimentazione vocale
A fine agosto 2004 viene pubblicato il nuovo album dell'artista, Medúlla, battezzato prima dell'uscita dai suoi fan The Lake Experience, perché gran parte delle registrazioni sono state fatte in una capanna in riva al lago. Nonostante una leggera programmazione elettronica in alcune tracce, la maggior parte dei suoni dell'album sono prodotti dalla sola voce della cantante e dei suoi collaboratori: Björk approfitta delle abilità vocali della cantante inuit Tagaq, del beatboxer hip-hip Rahzel, dell'artista giapponese Dokaka, dell'avant-rocker Mike Patton, inoltre di Robert Wyatt, musicista dei Soft Machine, e di diversi cori. Per il testo della canzone Sonnet/Unrealities XI prende di nuovo ispirazione dallo scrittore E. E. Cummings. 

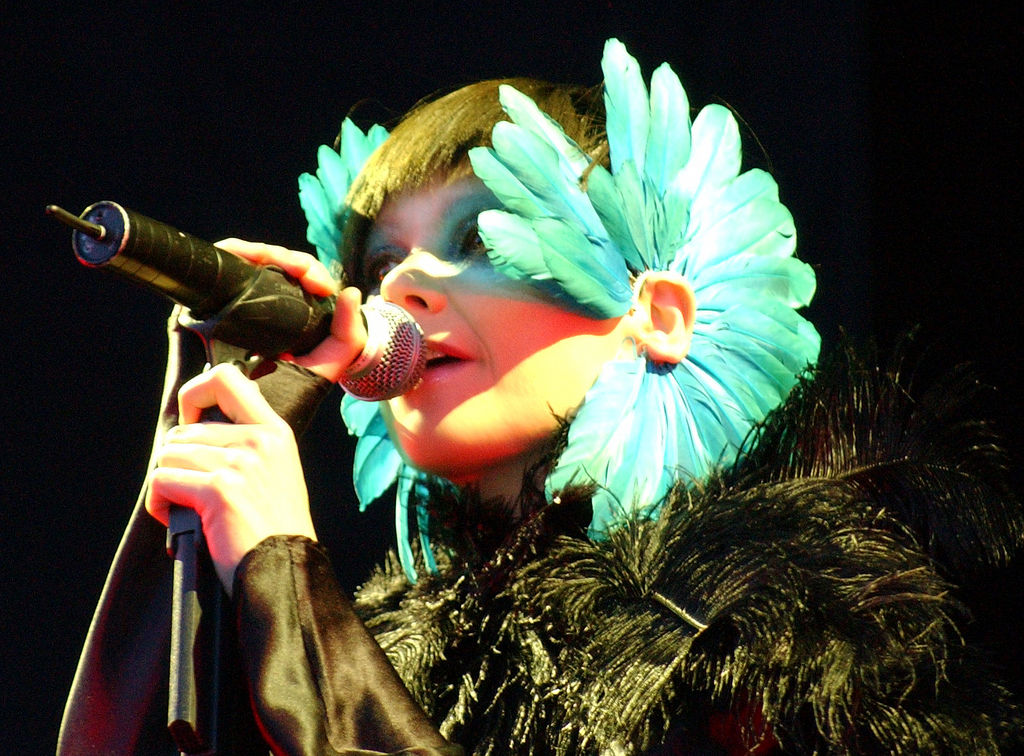
Björk all'Hurricane Festival, 21 giugno 2003.

Sempre ad agosto Björk esegue la canzone Oceania alla cerimonia d'apertura delle Olimpiadi estive del 2004, ad Atene. La canzone fu scritta appositamente per l'occasione, e presenta la collaborazione del cantante Shlomo, elementi di beatboxing e un coro londinese. Sempre nello stesso anno, esce un doppio DVD, Björk Medùlla Special Double DVD Edition, nel quale, al fianco di un DVD-documentario che scava in profondità nella struttura dell'album, è presente un secondo DVD contenente i videoclip dei due singoli estratti da Medùlla (Who Is It e Triumph of a Heart), più i video di Oceania, Where Is the Line e Desired Constellation.
A parte poche performance nessun concerto viene organizzato per promuovere Medùlla. Björk dichiara in numerose interviste che il motivo è dato dal fatto di volere immediatamente scrivere e registrare un altro album. Sostiene inoltre che sarebbe troppo difficile eseguire alcune delle canzoni dal vivo. Il 2005 invece, per l'artista islandese è un anno di concerti, esibizioni e anche di pubblicazioni. Viene pubblicato, come parte di un progetto di beneficenza organizzato dall'UNICEF l'album Army of Me: Remixes and Covers, nel quale sono contenute venti remix del suo vecchio singolo tratto da Post, Army of Me, re-interpretato da cantanti diversi, mixato e riarrangiato. Infine, Björk pubblica la colonna sonora di Drawing Restraint 9, film diretto dal compagno Matthew Barney, nel quale entrambi recitano.
Durante questo periodo Björk si aggiudica un'altra nomination per il BRIT Awards. Le viene anche assegnato l'"Ispiration Award" da Q Magazine nell'ottobre del 2005, accettando il premio da Robert Wyatt, con cui ha collaborato in Medùlla.
Il 27 giugno 2006 Björk rende disponibile la raccolta Surrounded, contenente i suoi album dal 1993 al 2005, comprese le colonne sonore Selmasongs e Drawing Restraint 9. Gli album della collection sono in DualDisc e rimasterizzati in audio dolby 5.1.
Il 17 novembre 2006 Björk si esibisce ancora insieme a un suo ex gruppo, gli Sugarcubes, a Reykjavík, per celebrare i venti anni dal loro primo singolo, Birthday.

### 2007-2010:Volta, il tour e le collaborazioni

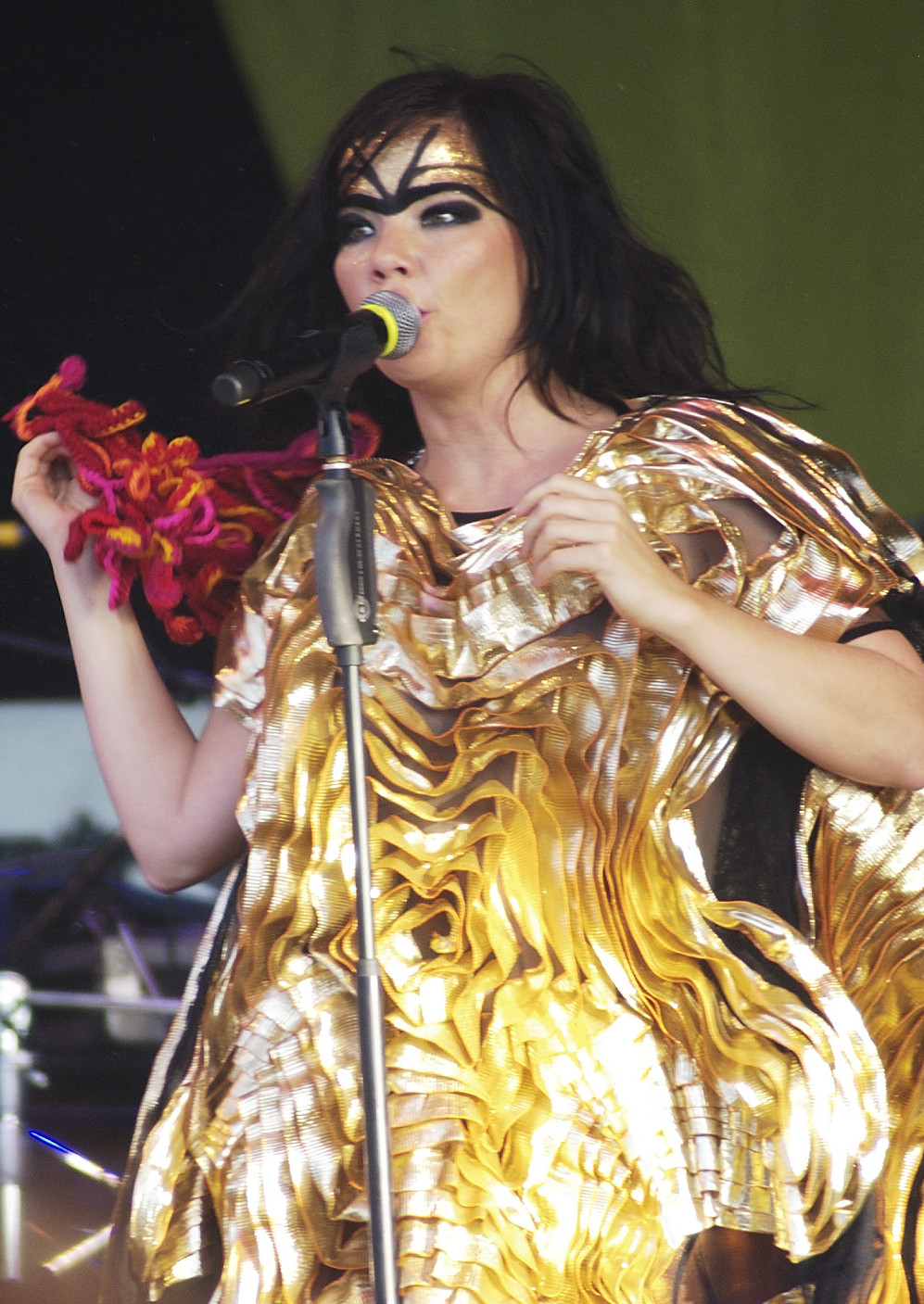
Björk nel 2008 al Big Day Out in Victoria, Australia, per il Volta Tour.

Il 24 aprile 2007 Björk contribuisce all'album A Tribute to Joni Mitchell cantando e registrando una sua versione della canzone The Boho Dance.
Il 7 maggio 2007 pubblica il nuovo album, Volta, a cui lavorano i produttori Timbaland e Danja, il cantante Antony Hegarty, lo scrittore Sjón, Mark Bell, il maestro di kora Toumani Diabatè, la suonatrice di pipa Min Xiaofen e un complesso islandese di sole trombettiste. In Volta è presente anche uno strumento elettronico molto particolare, il Reactable, un sintetizzatore d'avanguardia con touch screen, proveniente dall'Universitat Pompeu Fabra di Barcellona, usato dal vivo da Damian Taylor. Björk è stata la prima musicista a usare tale strumento.
In questo album Björk affronta temi per lei nuovi, schierandosi contro la politica del presidente statunitense George W. Bush (Earth Intruders, Declare Independence) e contro le religioni, in cui vede l'acerrimo nemico del femminismo (in Vertebrae by Vertebrae auspica il ritorno a una religiosità pagana). Non mancano, comunque, le canzoni d'amore, come The Dull Flame of Desire, tratta da una poesia di Fëdor Tjutčev, e I See Who You Are, dedicata alla figlia Isadora.
Il primo singolo estratto da Volta, Earth Intruders, esce il 9 aprile 2007, promosso dal videoclip diretto dal regista francese Michel Ocelot. Il secondo singolo è Innocence, altra canzone a cui ha partecipato, nella realizzazione dei beats, il produttore statunitense Timbaland. Per il video viene lanciato un concorso rivolto ai fan di Björk: alla fine di luglio vengono annunciati i vincitori, Fred & Annabelle, di nazionalità francese. Ai primi due singoli, segue il 1º gennaio del 2008, Declare Independence, canzone famosa per avere fatto guadagnare a Björk il fatto di essere stata bandita dalla Cina, per avere inneggiato all'indipendenza del Tibet durante un'esibizione a Shanghai nella primavera del 2008. Declare Independence vede la cantante islandese tornare a lavorare per la settima volta con il regista Michel Gondry, in un videoclip dalla carica politica estremamente evidente. Il quarto singolo di Volta è Wanderlust, per il video del quale Björk si affida al team di registi Encyclopedia Picture, che realizzano un cortometraggio 3D della durata di sette minuti.

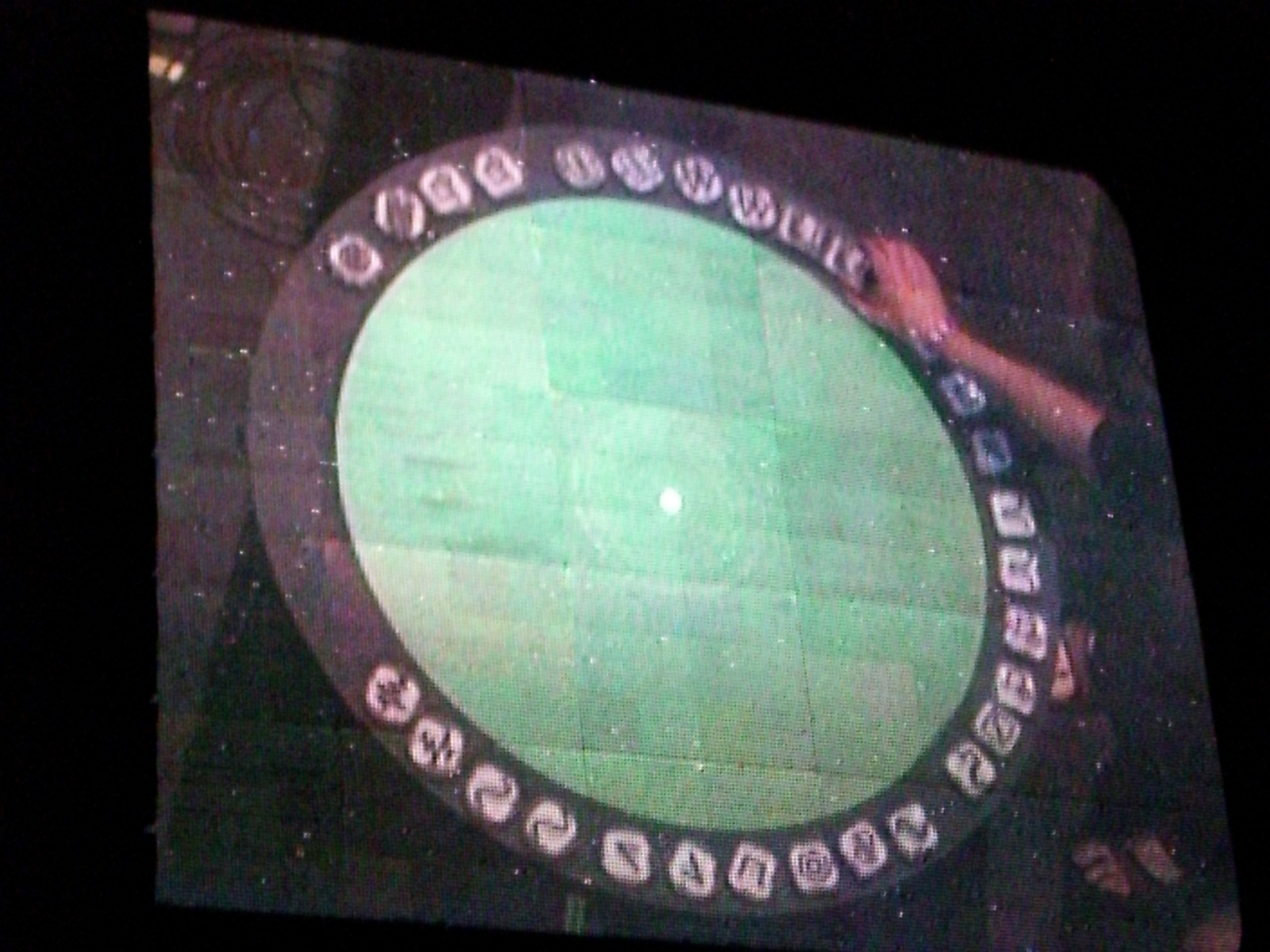
Il ReacTable, strumento elettronico con touch screen, usato da Björk in Volta.

Björk conduce il Volta Tour, un tour mondiale di diciotto mesi, esibendosi in molti festival e ritornando in America Latina dopo nove anni. Gli eventi locali sono in Rio de Janeiro, San Paolo, Curitiba, Bogotà, Lima, Santiago del Cile a in Buenos Aires. Ritorna anche in Australia e in Nuova Zelanda per la prima volta in dodici anni da gennaio del 2008, facendo tour nella nazione con il Big Day Out Festival. Inoltre fa un singolo show nella Sydney Opera House come parte del Sydney Festival. All'esibizione di Shanghai provoca forti controversie a causa delle sue urla che imprecavano a favore della libertà del Tibet, alla fine della canzone Declare Independence. Una dichiarazione ufficiale del governo cinese dice che la cantante aveva "ferito i sentimenti della popolazione".
Tramite un'asta su Ebay viene annunciata una nuova canzone, intitolata Náttúra. Björk afferma che la canzone è "composta per incoraggiare un maggiore sostegno sul supporto ambientale in Islanda e non per coloro che sono attratti dalle feste, indifferenti e inconsapevoli delle proprie azioni". La canzone viene resa disponibile soltanto dal sito web natura.grapewire.net.

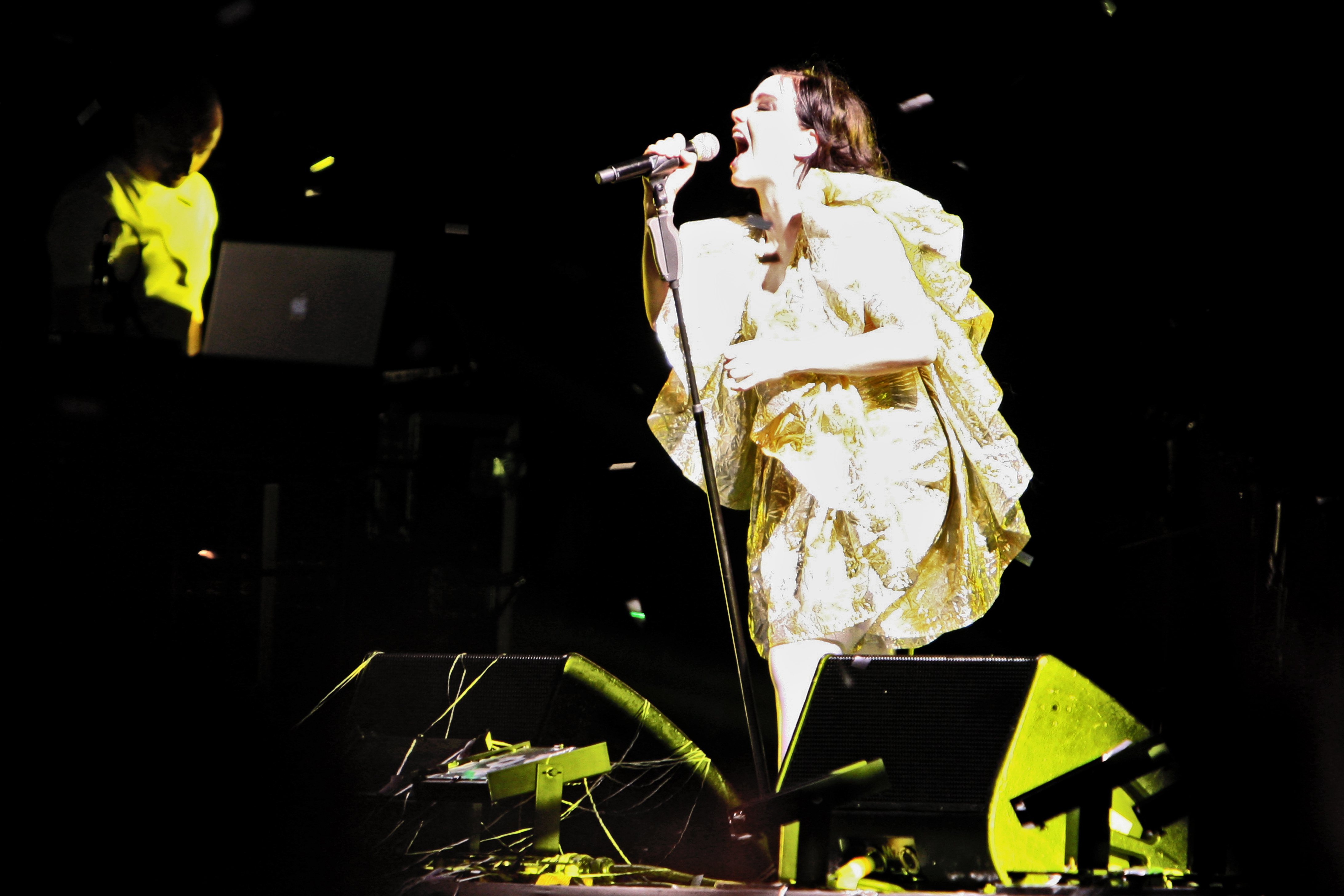
Björk al Rock en Seine 2007 per il Volta Tour.

Nel maggio del 2010 l'Accademia Reale di Musica Svedese sentenzia che Björk riceva il prestigioso premio del Polar Music Prize assieme al compositore Ennio Morricone. Un mese dopo, assieme al gruppo Dirty Projectors, la cantante annuncia di stare collaborando per un EP, intitolato Mount Wittenberg Orca, che sarà poi pubblicato il 30 giugno, per accumulare fondi per la conservazione marina. Nel settembre del 2010, Björk presenta The Comet Song, facente parte della colonna sonora del film Moomins and the Comet Chase. Sempre in quest'anno esegue un duetto con la musicista islandese Olof Arnalds in una traccia intitolata Surrender dal suo album, Innundir skinni e una collaborazione con gli Antony and the Johnsons nella canzone Flètta.
Il 20 settembre 2010 Björk eseguì una sua versione della canzone Gloomy Sunday, durante la celebrazione commemorativa del designer Alexander McQueen, nella cattedrale di St. Paul a Londra. Compare poi nello show televisivo Átta Raddir, condotto dal musicista Jònas Sen. L'episodio va in onda il 27 febbraio 2011. Durante lo spettacolo, Björk esegue otto canzoni, tra cui Sun in My Mouth dell'album Vespertine, che non aveva mai eseguito dal vivo.

### 2011-2014:BiophiliaeBiophilia Live, musica, tecnologia e natura

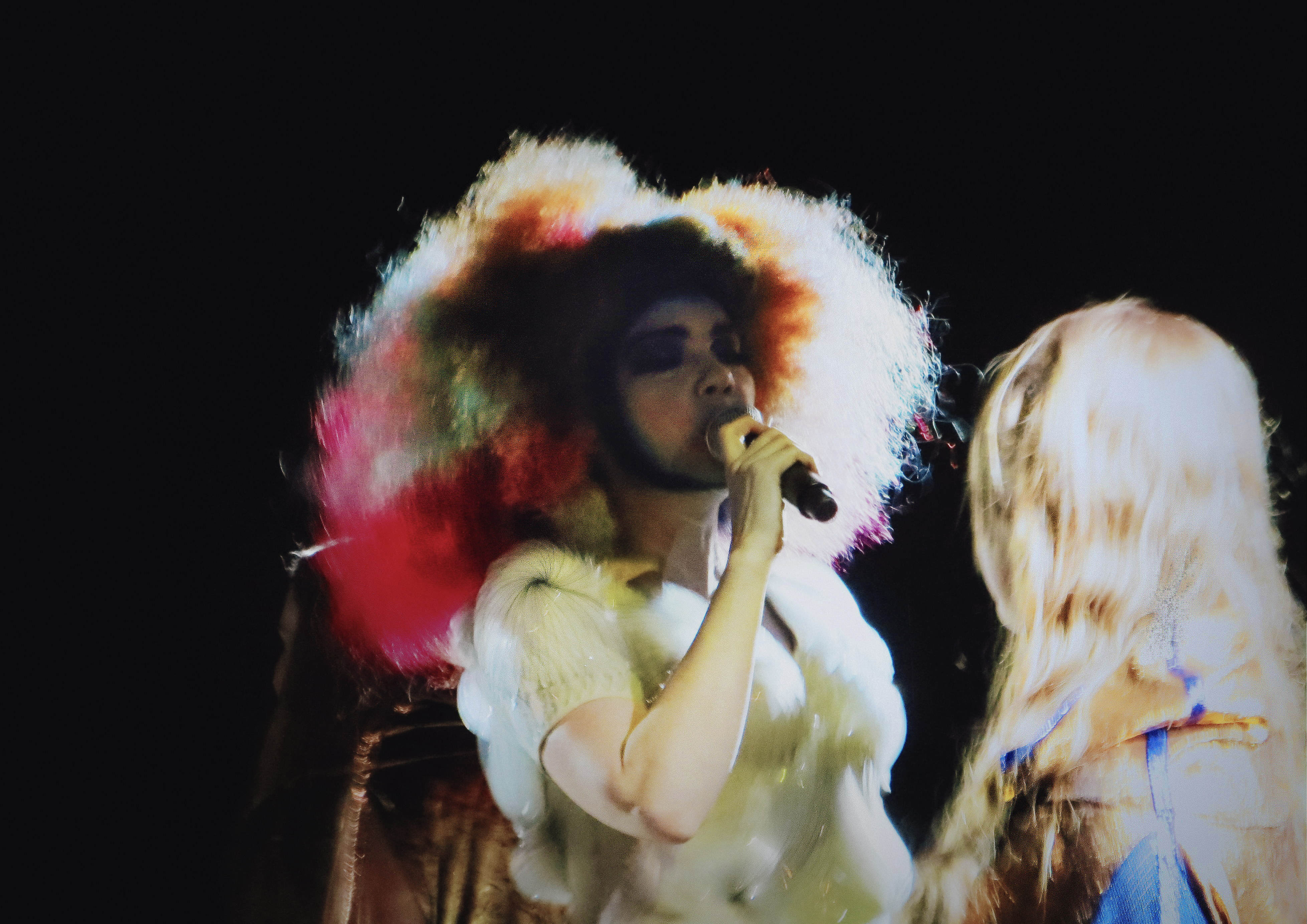
Björk in esibizione al Cirque en Chantier di Parigi, Francia, il 27 febbraio 2013 per il Biophilia Tour.

Il 28 giugno 2011 Björk pubblica il singolo Crystalline, che anticipa il suo prossimo album, Biophilia, un progetto musicale sostenuto non solo dall'album in sé, ma anche da una serie di App a pagamento per iPad, ognuna corrispondente a una delle dieci tracce della versione standard dell'album.
Il 27 giugno 2011, inaugurato da un residency show a Manchester, parte il Biophilia Tour, che in 32 diverse tappe tocca Europa, America, Asia e, per la prima volta nella carriera di Björk, l'Africa.
A luglio, in un'intervista con Stereogram, Björk dichiara che il contratto con la sua casa discografica internazionale è finito, siccome tutte le promozioni per Volta sono state concluse, e che per Biophilia ha firmato contratti con la National Geographic e con l'etichetta Nonesuch Records. Biophilia viene pubblicato nel mese di ottobre.
Il 26 aprile 2014 viene presentato al Tribeca Film Festival il film-concerto della cantante, intitolato Biophilia Live, diretto e edito da Peter Strickland and Nick Fenton e girato all'Alexandra Palace di Londra il 3 settembre 2013. Il film, della durata di novantasette minuti circa, è una sorta di documentario incentrato sull'album Biophilia, dove natura, musica e tecnologia tendono a fondersi per creare una sostanza armoniosa. Bjork qui si esibisce in tutte le canzoni del suo ultimo lavoro discografico, più qualche canzone appartenente ai suoi album in studio precedenti (eccetto Homogenic). Quello di Biophilia Live è un lavoro che conquista subito i suoi spettatori e la critica: si riportano le critiche di Rotten Tomatoes, che assegna al film un punteggio pari a 6,5 su 10, e di Metacritic, le cui recensioni danno un punteggio di 67 su 100 al film.

### 2015-2016:Vulnicura, la retrospettiva al MoMA eBjörk Digital
Durante la sponsorizzazione del film-documentario Biophilia Live Björk dichiara di non potere seguire del tutto l'andamento dell'opera cinematografica, in quanto alle prese con un nuovo album in studio. Durante un'intervista con NME l'artista annunciata di essere al lavoro insieme ad Arca, produttrice venezuelana che ha lavorato insieme a Kanye West per il suo album Yeezus nel 2013, e che l'album verrà pubblicato durante il 2015. Il 15 gennaio 2015 Björk annuncia sulla propria pagina Facebook il titolo dell'album, Vulnicura, la cui uscita è inizialmente prevista per marzo, in concomitanza con la realizzazione, al Museum of Modern Art (MoMA) di New York, della mostra Björk in onore della carriera dell'artista. 

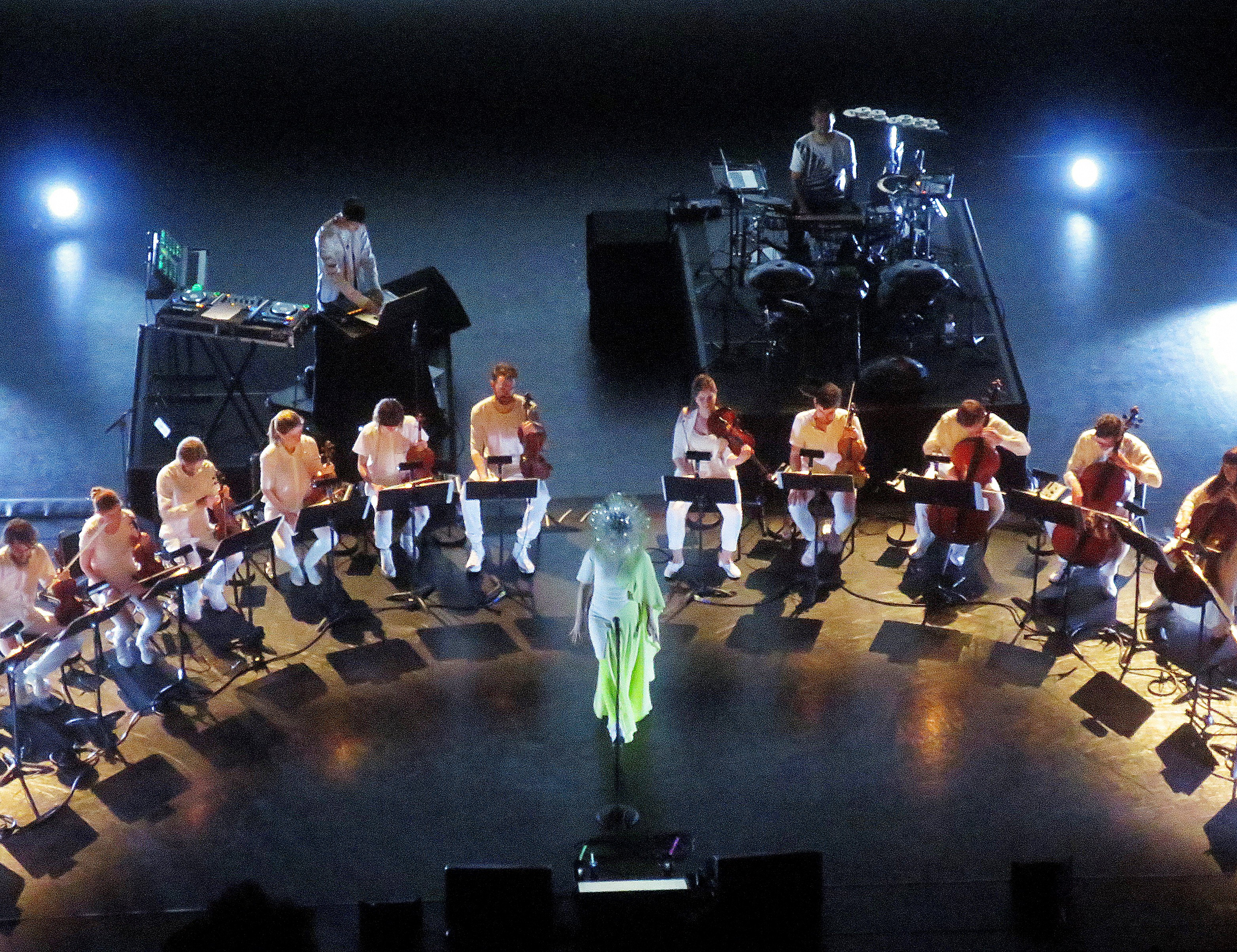
Björk sul palco del New York City Center, il 1º aprile 2015 per il Vulnicura Tour.

Tuttavia, a seguito di un leak che ha comportato la possibilità di scaricare illegalmente l'album su alcuni siti, l'artista si trova costretta a pubblicare Vulnicura su iTunes il 20 gennaio. Il 30 marzo 2015 viene pubblicato il libro Björk: Archives, nel quale sono esposti i dettagli della mostra al MoMa. Il 7 marzo 2015 viene dato il via al Vulnicura Tour volto alla promozione dell'omonimo album, ma, dopo il concerto al Cornbury Park di Charlbury del 7 agosto, Björk cancella tutte le date previste da agosto a novembre, interrompendo a metà il tour. La cantante si scusa con i fan sul suo profilo Facebook, sostenendo che eseguire live un album che tratta della fine del lungo rapporto con l'ormai ex-compagno, si è rivelato essere una sfida ardua da affrontare, che l'ha lasciata esausta dal punto di vista emotivo, assicurando tuttavia di essere già al lavoro per la composizione dell'album successivo.
Il 2 ottobre 2015 viene annunciato Vulnicura Strings, l'album di remix, composto da versioni interamente acustiche e strumentali dell'album Vulnicura; inoltre contiene arrangiamenti per violini inediti e l'uso della viola organista, uno strumento unico brevettato da Leonardo da Vinci, mai utilizzato fino a quest'occasione in uno studio di registrazione. L'album viene pubblicato il 6 novembre 2015 in versione cd e digitale, e il 4 dicembre in versione vinile.
Una settimana dopo viene annunciato Vulnicura Live in un'edizione limitata per il negozio musicale della Rough Trade di Londra, dove raggiunge il sold out cinque giorni dopo la pubblicazione. Il disco è stato limitato a mille copie, rendendolo uno dei materiali più rari nella recente carriera di Björk. L'album viene poi ripubblicato su vasta scala il 15 luglio 2016, con una lista tracce leggermente più corta.
Il 4 giugno 2016 parte da Sydney, in Australia, la mostra itinerante Björk Digital, una mostra "immersiva" in realtà virtuale sui videoclip di Vulnicura.

### 2017-2022:Utopia,CornucopiaeOrkestral
Il 7 marzo 2016 Björk rivela in un’intervista di stare lavorando a un nuovo album in studio, descrivendolo come un'«utopia» a differenza dell'«inferno» di Vulnicura. Il 2 agosto 2017 la cantante annuncia con una nota scritta a mano sulle proprie reti sociali che il nuovo album «uscirà molto presto»; il giorno successivo, in un'intervista per Magazine, descrive il lavoro come un «album Tinder» che «riguarda la ricerca» di un'utopia e l'essere innamorati. Il 15 settembre viene pubblicato il primo singolo promozionale dell'album, The Gate, e lo stesso giorno Björk annuncia il titolo dell'album, Utopia, in un'intervista in diretta, aggiungendo che esso è «una proposta su come noi possiamo vivere nel futuro con la natura e la tecnologia»:
Il 15 novembre 2017 viene pubblicato anche il secondo singolo estratto dall'album, Blissing Me, mentre il giorno seguente la cantante pubblica su Mixmag un mix, prevalentemente di flauti e fiati, per presentare i suoni che l'hanno ispirata nella realizzazione dell'opera.
L'album – prodotto in collaborazione con Arca – viene pubblicato il 24 novembre 2017 dalla One Little Independent, ricevendo un'accoglienza positiva da buona parte della critica. Utopia si presenta come un album di musica avant-garde e folktronica, con la commistione di flauti e strumenti elettronici, nell'immaginazione di una via d'uscita ai problemi politici, ambientali e più personali della cantante. Verrà candidato come "Miglior Album Musicale Alternativo" alla 61ª edizione dei Grammy Awards (quindicesima nomination per Björk da parte della Recording Academy), senza tuttavia vincere il titolo.
La prima tournée dedicata all'album, l'Utopia Tour, ha luogo tra la primavera e l'estate del 2018 in Europa. Il 12 novembre 2018 Björk annuncia quindi un secondo tour, Cornucopia, descritto come uno dei più elaborati della sua carriera, «in cui l'acustica e il digitale si stringeranno le mani». Inizialmente ideati per l'inaugurazione dello Shed di New York, con la regia di Lucrecia Martel, i concerti scenici raggiungono gli Stati Uniti, il Messico e l'Europa fra il maggio 2019 e il dicembre 2023, ottenendo l'elogio della stampa per gli strumenti musicali d'avanguardia impiegati, le visuali elaborate da Tobias Gremmler ed i messaggi ambientalisti e femministi.

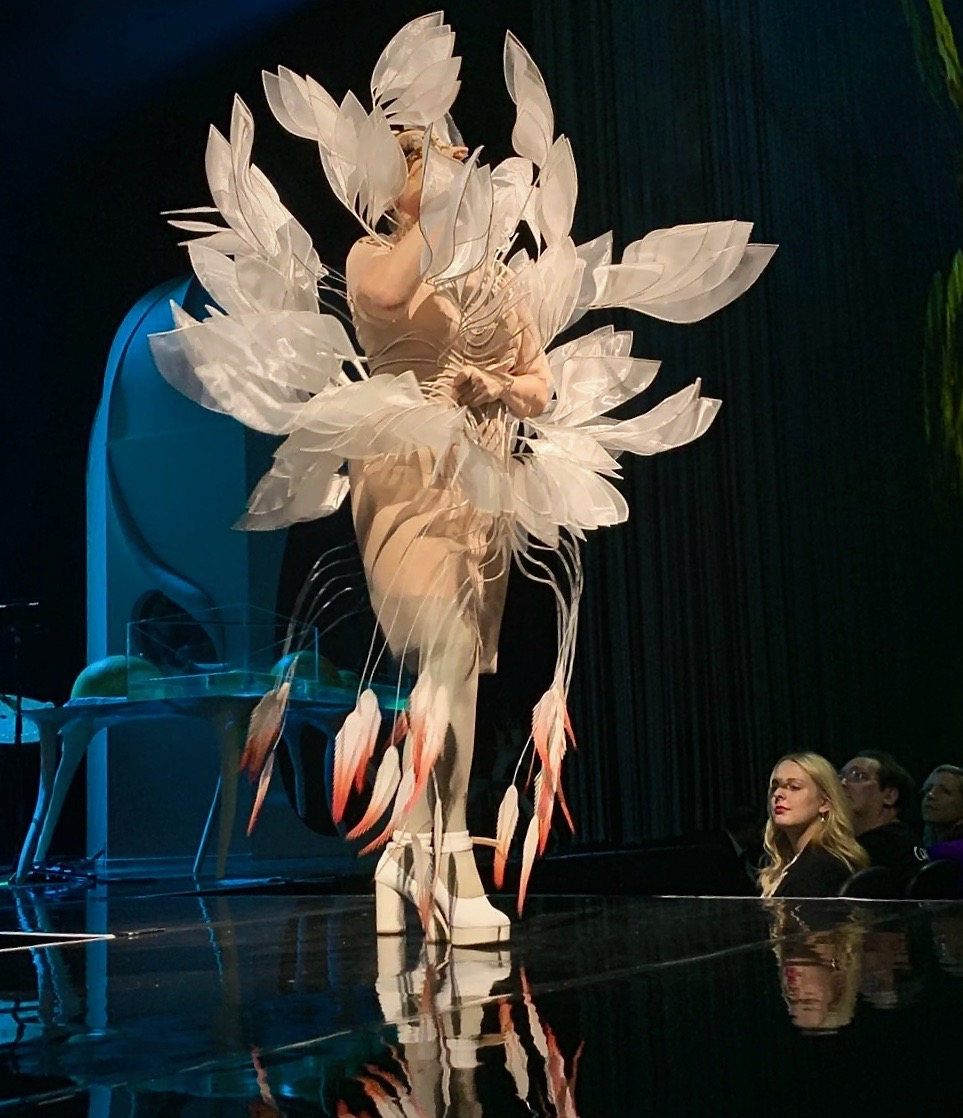
Björk durante l'esclusiva mondiale di Cornucopia il 6 maggio 2019 presso lo Shed di New York.

Il 26 aprile 2019 vengono pubblicati in formato di musicassette tutti e nove gli album di Björk, mentre il 6 settembre viene pubblicato nei negozi digitali Vulnicura in realtà virtuale. Il 27 settembre Björk partecipa inoltre alla performance di Arca Mutant;Faith, presentando in anteprima la canzone Afterwards, poi inclusa in KiCk i. Il 1º novembre viene pubblicato l'EP Country Creatures, contenente This Country Makes It Hard to Fuck – remix di Björk del brano This Country dall'album Plunge di Fever Ray – e due remix di Features Creatures – da Utopia – realizzati dalla stessa Fever Ray e dal duo The Knife di cui fa parte. I tre remix erano stati pubblicati separatamente in versione digitale già il 6 settembre. Il 3 dicembre viene invece pubblicato l'Utopia Bird Call Boxset, contenente la bonus track Arpeggio.
Nel 2020 Björk lancia in collaborazione con Microsoft il progetto Kórsafn ("archivi corali") per il Sister City Hotel di New York, in cui l'intelligenza artificiale combina campionamenti di coro contenuti nei suoi album in reazione all'ambiente esterno e alle condizioni meteo; lo stesso anno viene confermata come la "profetessa" per un cameo nel film The Northman di Robert Eggers, poi distribuito nei cinema nell'aprile 2022. Il 3 maggio 2021 viene annunciata come produttrice esecutiva di Meredith Monk: Dancing Voice, Singing Body, un docufilm sulla vita e sulla carriera dell'artista statunitense Meredith Monk. Il 17 luglio viene pubblicato, in occasione del Record Store Day, un picture disc in edizione limitata comprendente il singolo Cosmogony nella versione estratta da Biophilia (2011) e in una seconda versione cantata dall'Hamrahlíð Choir.
Fra l'11 ottobre e il 15 novembre 2021 hanno luogo all'Harpa di Reykjavík quattro spettacoli di anteprima del Björk Orkestral, un nuovo tour concepito dalla cantante come una celebrazione della propria carriera, proponendo ad ogni concerto diverse canzoni tratte dai nove album in studio, nuovamente arrangiate per orchestra. I quattro spettacoli islandesi hanno vinto agli Icelandic Music Awards 2022 come "Evento Musicale dell'Anno". Il resto del tour Björk Orkestral era stato inizialmente annunciato per l'estate del 2020, venendo tuttavia posticipato al 2022 a causa della pandemia di COVID-19. A questo vengono aggiunte delle nuove date per Cornucopia, anch'esso in precedenza sospeso per via della pandemia.

### 2022-presente:Fossorae il filmCornucopia
Fra la fine del 2021 e l'inizio del 2022 Björk concede una serie di interviste in cui annuncia di aver terminato il suo decimo album in studio, rivelando di essersi ispirata alle feste domestiche durante la pandemia. L'album viene ufficialmente annunciato sul The Guardian il 19 agosto 2022 con il titolo di Fossora – ispirato al latino fossŏr ("scavatore") –, con pubblicazione prevista per il 30 settembre dello stesso anno. Viene descritto dalla cantante come un "album fungo" che riguarda il ritorno alle proprie radici, rafforzate dall'isolamento imposto dal COVID e da alcuni eventi personali, come la scomparsa della madre e l'essere diventata nonna. La cantante ha paragonato il disco a «scavare un fosso a terra. Stavolta vivo insieme alle talpe e mi sotterro sul serio».
(Björk, The One Who Digs)

Il disco contiene diversi brani dedicati all'amore e alla madre, una canzone folk dell'Ottocento scritta da Látra-Björg Einarsdóttir, oltre a collaborazioni con il sestetto di clarinetti bassi Murmuri, con Kasimyn dei Gabber Modus Operandi (co-produzione dei beats), Emilie Nicolas, serpentwithfeet e con i figli Sindri Eldon e Ísadóra Bjarkardóttir Barney. Atopos, il primo singolo di Fossora, viene pubblicato digitalmente il 6 settembre, insieme al video musicale, su tutte le piattaforme streaming, mentre il secondo singolo, Ovule, viene pubblicato il 14 settembre; a seguire, Ancestress il 22 settembre e Fossora il 27 settembre. Lo stesso mese viene pubblicato sulle piattaforme streaming il podcast Sonic Symbolism, in cui Björk discute in prima persona dei suoi nove album precedenti, ciascuno con una puntata ad esso dedicata, insieme agli amici Oddný Eir (scrittrice) e Ásmundur Jónsson (musicologo).

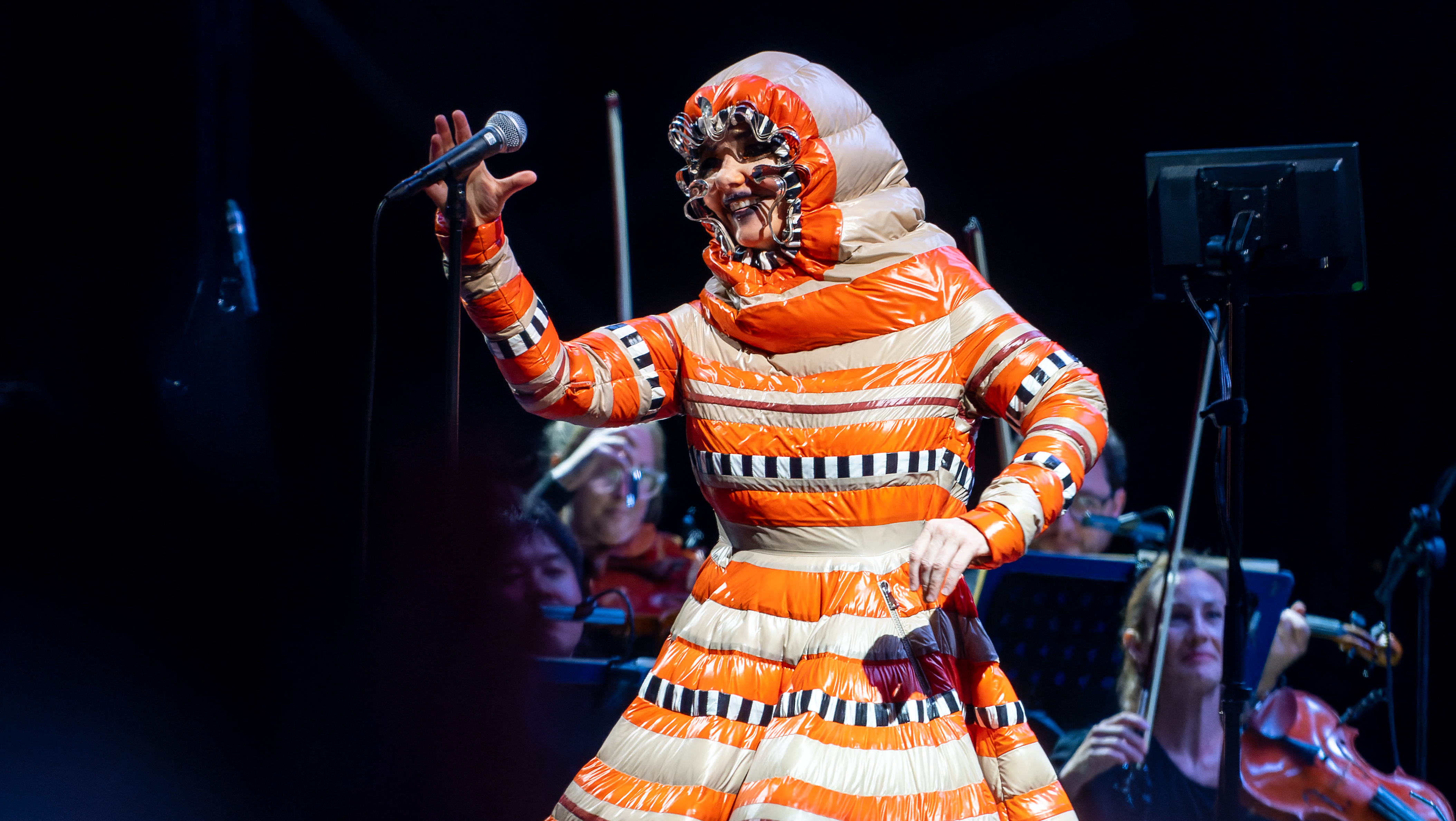
Björk al Bluedot Festival nel 2022 per l'Orkestral tour

Nel 2023 Björk è la voce narrante di Fungi. Web of Life, documentario naturalistico sui funghi distribuito presso i musei di scienze naturali, diretto da Gisela Kaufmann, Joseph Nizeti e Mike Slee. A giugno riceve un dottorato honoris causa da parte dell'Università Islandese delle Arti, che riconosce le sue doti musicali. Collabora con Shygirl per il remix della canzone Woe (22 marzo) e con Rosalía, insieme alla quale pubblica il singolo Oral (21 novembre), rielaborazione di una demo scritta tra gli album Homogenic e Vespertine, al fine di donare tutti i ricavati ad alcune associazioni ambientaliste che contrastano la piscicoltura intensiva, la quale rappresenta una minaccia verso gli ecosistemi islandesi. Il concerto al Coachella del 23 aprile segna la fine del tour Björk Orkestral, mentre a dicembre, dopo 48 spettacoli, termina Cornucopia.
Björk collabora nel marzo 2024 con JLin per il featuring Borealis, traccia esclusa da Fossora e inserita nell'album Akoma della musicista statunitense. Lo stesso mese figura per la prima volta in una copertina Vogue, per l'edizione scandinava di aprile e maggio, con un servizio fotografico a cura dell'islandese Viðar Logi. Ancora nel 2024 viene insignita della cittadinanza onoraria da parte del Comune di Reykjavík e inclusa da Forbes nella lista "50 Over 50", che celebra annualmente cinquanta donne ultracinquantenni che continuano a dare un contributo essenziale ai loro rispettivi campi d'interesse. Ad ottobre una nuova specie di farfalla papilionide, lo Pterourus bjorkae, viene denominata in suo onore. Insieme all'attuale compagno Aleph Molinari proietta presso il Centre Pompidou di Parigi, tra novembre e dicembre, il cortometraggio Nature Manifesto, in cui versi di uccelli in via d'estinzione accompagnano la lettura di un manifesto ecologista.
Nel 2025 apre una collaborazione con Apple Music: dopo un DJ set trasmesso a Capodanno sulla radio Apple Music 1 e la pubblicazione di tutti gli album in studio rimasterizzati in Dolby Atmos, il 24 gennaio esce in esclusiva su Apple TV+ il film-concerto Cornucopia, girato a Lisbona il 1º settembre 2023, disponibile per un mese sulla piattaforma in versione ridotta. Il film completo viene poi distribuito nei cinema di tutto il mondo a partire dal 7 maggio e ne viene annunciata la pubblicazione come album live per l'ottobre successivo. A marzo Björk viene riconosciuta da National Geographic all'interno di una lista di 33 personalità operanti nell'attivismo ambientalista, elogiata per le iniziative significative degli ultimi anni.
Dal 2022 Björk è solita organizzare mensilmente DJ set presso il negozio di dischi di Reykjavík Smekkleysa, precedentemente sua etichetta discografica. Negli ultimi anni ha intensificato la sua attività di DJ, suonando, fra i vari eventi, agli European Film Awards (2022), al Reykjavík Film Festival (2023), al residency show parigino di Arca The Light Comes in the Name of the Voice (2024) e all'Under the K Park di Brooklyn il 10 maggio 2024, per una serata insieme ai collaboratori e amici degli ultimi anni Sega Bodega, Shygirl, Eartheater, Mun Sing e JLin.

## Abilità artistiche

### Stile musicale
Appartenente alla scena musicale indipendente, Björk si è distinta con un caratteristico pop che si colloca fra il rock e la dance trascendendoli. Assimila ritmi dance, house, hip hop e trip hop e fa un largo uso di orchestrazioni.
La musica di Björk è sempre stata oggetto di molte discussioni e analisi. I critici la definiscono costantemente come un'artista non definibile in nessun genere, ma considerata un'indomabile forza creativa e sperimentale. Il suo stile compositivo tende a essere eclettico e molto spesso impegnativo per l'ascoltatore. Durante la sua carriera ha unito i più diversi generi, creando una vasta gamma di tipologie tra i suoi album, dalla big band all'art sound, dalla classica all'elettronica minimale. Le sue tematiche affrontano temi personali, ideologici, sociali e scientifici.
Definita da The Guardian la "regina del pop sperimentale", o anche la "regina della musica avant garde", la cantante islandese è anche stata inserita fra gli artisti di electronica, di musica sperimentale e di alcune espressioni di musica alternativa nel sito di AllMusic.

### Voce
Björk possiede un'estensione vocale da soprano (da Mi3 a Si6), la quale è stata descritta più volte come multiforme e caratterizzata da picchi improvvisi; è ammirata dai critici per la sua particolare abilità nello scat singing di stile jazz, e per i suoi vocalizzi organizzati in una forma del tutto singolare. Questa tecnica consiste in estensioni utilizzate durante il fraseggio, con l'aggiunta di parole o sillabe senza coerenza letterale con ciò che viene cantato. Inoltre, molto spesso, Björk si avvale di tecniche vocali come il belting e il whistle register, riuscendo a ottenere note fino a un'ottava in più in relazione alla loro nota più alta.
In una recensione della sua performance live al Manchester International Festival 2011 la giornalista Bernadette McGuilty del Daily Telegraph ha dato commenti sulla sua voce e la sua musica dicendo "La cantante quarantacinquenne continua a usare beats elettronici con una passione da rave sanguigna, e il timbro della sua voce è diventato ancora più forte con l'età". Nel 2012, Björk si è dovuta sottoporre a un'operazione chirurgica per via di un polipo alle corde vocali, e dopo avere mantenuto una precisa dieta e praticato esercizi vocali ha dichiarato "Devo ammetterlo, almeno nel mio caso, la chirurgia ha fatto un gran lavoro". Continua: "Sono stata ferma per tre settimane, poi ho cominciato a cantare e a sentire le mie corde vocali esattamente come prima del nodulo, è stato davvero soddisfacente riuscire di nuovo a cantare tutte le note in maniera pulita." In una recensione su Biophilia, la scrittrice Kitty Empire del giornale The Guardian, ha fatto notare che la voce della cantante continua ad apparire come la stessa prima dell'operazione, definendola "spettacolare e picchiante", in particolare nella canzone Thunderbolt. In modo simile, Matthew Cole di Slant Magazine ha scritto che la sua voce si è "conservata piuttosto bene", aggiungendo però che, i suoi formidabili urli di una volta fanno parte di un'altra era e di capacità fisiche diverse. Il National Public Radio ha inserito Björk nella lista delle "50 voci più grandi", e MTV l'ha posizionata ottava in quella delle "22 Voci più grandi della Musica". La rivista Rolling Stone l'ha inserita nella lista delle cantanti migliori di sempre, e ha elogiato la sua voce per essere unica, innovativa, estremamente versatile e influenzata da un'ampia varietà di stili e generi.

### Influenze
Björk si appassionò sin dall'infanzia a compositori d'avanguardia come Karlheinz Stockhausen e John Cage, i quali rimangono i principali punti di riferimento.
Nel 1998 Björk intervistò Karlheinz Stockhausen privatamente, e il compositore estone Arvo Pärt oltre a vari artisti nel programma della BBC "Modern Minimalists".
In diverse interviste è stato possibile trarre altre delle sue ispirazioni, tra le quali Kraftwerk, Steve Reich, Brian Eno, Sun Ra e Joni Mitchell.

## Carriera da attrice

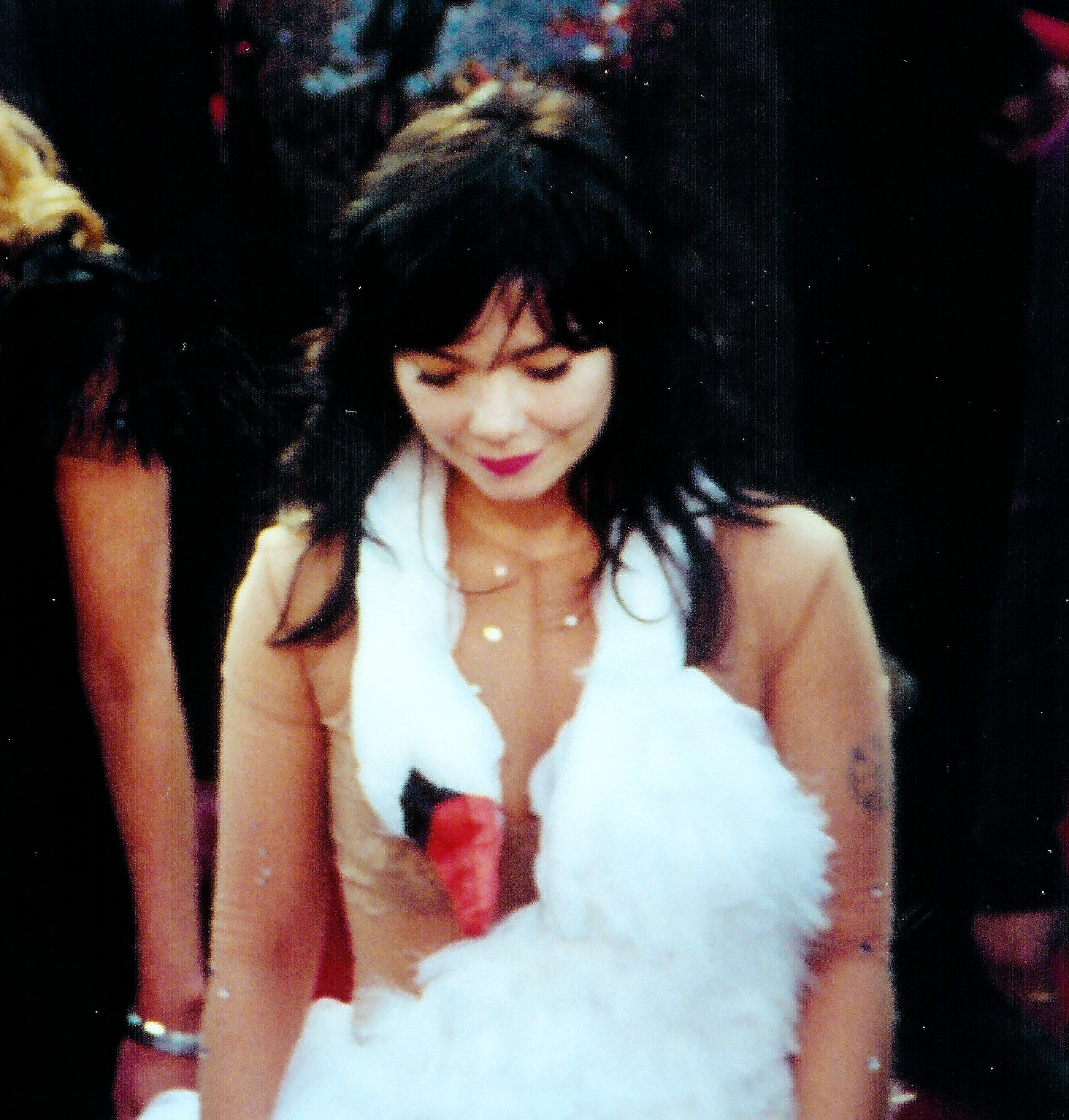
Björk ai Premi Oscar 2001 con il suo abito cigno.

La breve carriera cinematografica di Björk inizia nel 1986, quando appare nel film The Juniper Tree, una storia di streghe basata su un racconto dei Fratelli Grimm. Björk recitava il ruolo di Margit, una ragazza la cui madre era stata uccisa per avere praticato la stregoneria. Björk ebbe anche un ruolo non accreditato nel film Prêt-à-Porter, del 1994.
Nel 1999 a Björk venne richiesto di comporre e produrre la colonna sonora del film Dancer in the Dark, un dramma musicale su un'immigrata ceca di nome Selma che lotta per pagare un'operazione che impedisca a suo figlio di diventare cieco. Il regista Lars von Trier le chiese di considerare l'idea di interpretare il ruolo di Selma, una proposta che inizialmente declinò. Il regista danese minacciò di fermare il progetto, il che avrebbe reso inutile tutto il lavoro musicale fatto, e Björk decise allora di accettare. Le riprese cominciarono all'inizio del 1999, e il film debuttò nel 2000 al 53º Festival di Cannes. Björk ricevette il premio come migliore attrice per il suo ruolo, ma ella descrisse le riprese come così pesanti, fisicamente ed emotivamente, da giurare di non recitare mai più. 
I rapporti tra Björk e il resto del cast furono molto tesi, al punto che la cantante abbandonò improvvisamente il set per alcuni giorni dopo avere distrutto degli abiti di scena. Lars von Trier ha raccontato che ogni mattina prima delle riprese, la cantante ripetesse «Mr. von Trier, io la disprezzo» sputandogli addosso. Nel 2017 Björk ha accusato pubblicamente "un regista danese" di averla molestata sessualmente e minacciata durante le riprese di un film. Pur senza essere esplicita, la cantante si riferiva a Von Trier. Successivamente è arrivata la replica del regista, che sulla versione online del quotidiano danese Jyllands-Posten ha dichiarato: «Non è quello che è successo, tra noi due c’era solo una grande inimicizia. E la sua è una delle performance migliori di tutta la mia filmografia». Björk ha allora rincarato la dose, descrivendo le presunte molestie perpetrate dal regista durante le riprese:
La colonna sonora che creò per il film venne pubblicata con il titolo SelmaSongs. Nell'edizione italiana del film la cantante è doppiata da Monica Ward.
Björk venne invitata a cantare il brano Gollum's Song per il film Il Signore degli Anelli - Le due torri, ma rifiutò l'invito, siccome allora era incinta; il brano fu poi cantato dall'islandese Emilíana Torrini.
Il 25 luglio 2005 uscì la colonna sonora di Drawing Restraint 9, del regista Matthew Barney, compagno della cantante, in cui Björk compare come protagonista insieme al marito nel ruolo di ospiti. In questo esperimento musicale Björk si rifà alla tecnica di sovrapposizioni vocali già utilizzata in Medúlla, utilizzandola però per ricostruire le sonorità e le melodie "oceaniche", come l'urlo della tempesta o il canto dei cetacei (il film infatti è ambientato su una baleniera). La cantante compone anche numerosi brani strumentali con lo Sho, antico strumento musicale giapponese, che per l'occasione ha studiato direttamente nella terra del Sol Levante.
Successivamente nel 2011 uno dei suoi pezzi, Army of Me, venne usato per il film Sucker Punch.
Nel 2006 il regista Michel Gondry le chiese di fare parte del suo film L'arte del sogno, ma lei rifiutò.
Nel 2007 Björk ha doppiato nel film animato di Gunar Karlsson Anna and the Moods, assieme a Terry Jones e Damon Albarn. Björk è apparsa anche nel documentario del 2005 Screaming Masterpiece, che scava all'interno della scena musicale islandese. Il film comprende filmati dei Sugarcubes e dei Tappi Tikarrass, oltre a conversazioni con lei stessa.
Ha collaborato con SHOWstudio e con il fondatore Nick Knight nel 2010, per fornire musica nella commemorazione di Alexander McQueen.
Nel 2020 viene annunciata la presenza di Björk nel film The Northman di Robert Eggers, la cui uscita è prevista per il 22 aprile del 2022. Il film è un thriller che tratta le vicende di un principe vichingo in cerca di giustizia per il padre assassinato. La cantante interpreta il ruolo di una veggente.

## Filantropia
Dopo lo tsunami che colpì il sud est asiatico nel 2004 Björk cominciò a lavorare su di un nuovo progetto intitolato Army of Me: Remixes and Covers per aiutare la raccolta fondi dei soccorsi. Questo progetto reclutò fan e musicisti da tutto il mondo, entrambi per fare cover o remix della traccia "Army of Me". Dalle oltre 600 risposte, Björk e il suo collaboratore Graham Massey ne scelsero le migliori venti facendole apparire nell'album che uscì in aprile nel Regno Unito e a fine maggio 2005 negli Stati Uniti. Nel gennaio del 2006, l'album aveva raccolto attorno ai 250,000 sterline di fondi per aiutare l'UNICEF nelle regioni asiatiche. Björk visitò Banda Aceh nel febbraio del 2005 per assistere ai bambini che erano stati colpiti dallo tsunami nella zona.
Il 2 luglio 2005 Björk prese parte nella serie di concerti di beneficenza del Live 8, facendo da headliner nello show giapponese con Do As Infinity, Good Charlotte, e McFly. Eseguì otto canzoni assieme a Matmos, un ottetto di violinisti giapponesi, e l'arpista Zeena Parkins.
Björk ha anche dimostrato un particolare interesse nelle questioni ambientali in Islanda. Nel 2004 prese parte al concerto di Hætta a Reykjavík, organizzato per protestare contro la costruzione delle fonderie di alluminio Alcoa, che renderebbero l'Islanda la più grande fonderia in Europa. Björk ha fondato l'organizzazione "Nattùra", che si occupa di promuovere la natura dell'Islanda e le industrie basate sull'energia naturale. Il 28 ottobre 2008 scrisse un articolo per il Times in cui discuteva dello stato economico dell'Islanda e dei suoi pensieri al riguardo l'uso delle risorse naturali per portare il paese fuori dai debiti. In collaborazione con Audur Capital organizzò una raccolta fondi chiamata "BJÖRK" per supportare la creazione di industrie sostenibili in Islanda. Durante l'anno scrisse la prefazione alla traduzione inglese del bestseller di Andri Snær Magnason, intitolato "Dreamland". Il 21 maggio 2010 Björk scrisse una lettera aperta nel giornale The Reykjavík Grapevine, diretta al governo islandese, incitandolo a "fare ogni cosa in proprio potere per revocare i contratti con la Magma Energy", la compagnia canadese che ora ha il completo possedimento dell'islandese HS Orka.

## Visione politica
Nonostante Björk abbia sempre cercato di non apparire come figura politica e nonostante abbia personalmente negato, dalle pagine del suo sito web, di essere interessata a venire considerata come tale, alcuni interventi della cantante hanno lasciato trasparire il suo supporto a numerosi movimenti separatisti e di liberazione nazionale, come per esempio per l'indipendenza del Kosovo, del Tibet e della Catalogna.
Nella canzone Mouth's Cradle dall'album Medúlla Björk, che fino ad allora non aveva mai affrontato temi di politica in un suo testo, canta «I need a shelter, to build an altar, away from all Osamas and Bushes...» ("Ho bisogno di un rifugio, di costruire un altare, lontano da tutti gli Osama e i Bush del mondo") con palese riferimento a George W. Bush e Osama bin Laden.
La canzone Declare Independence dell'album Volta è invece dedicata alla Groenlandia e alle Isole Fær Øer. Durante una performance in Giappone, all'inizio del 2008, la cantante dedicò questo brano al popolo del Kosovo suscitando il disappunto delle autorità della Serbia che intervennero cancellando un suo programmato futuro concerto a Novi Sad. Successivamente, nella primavera del 2008, Björk si rese partecipe di un altro episodio di questo tipo quando durante un concerto a Shanghai dedicò lo stesso brano all'indipendenza del Tibet modificando il testo della canzone e inserendovi la frase "Tibet, Tibet, raise your flag!" suscitando così le ire del governo cinese. Björk del resto non era nuova all'appoggio della causa dell'indipendenza tibetana, già nel 1996 infatti partecipò al Tibetan Freedom Concert di San Francisco dove una sua esibizione aprì il festival, per poi replicare a New York nel 1997.
Il 6 novembre 2015 Björk ha condiviso sul proprio canale ufficiale YouTube un video in cui lancia un appello per un’azione globale per salvare gli altipiani islandesi dalla distruzione ambientale. Nella clip, l’artista esorta “il mondo a sostenerci contro il nostro governo” per fermare un piano che prevede la costruzione di centrali elettriche nei territori delle Highlands islandesi.
Nell'album del 2017 Utopia la cantante propone la sua visione femminista e matriarcale di un mondo possibile, lontano dalla parte cattiva della politica e dai cambiamenti climatici.

## Vita privata

### Famiglia

Il Vegvísir, un simbolo norreno che Björk porta sul braccio sinistro.

Il padre di Björk è Guðmundur Gunnarsson, un leader sindacale e personaggio politico già popolare in patria ben prima che la figlia acquistasse celebrità. Anche la madre, Hildur Rúna Hauksdóttir, era una donna attiva politicamente.
Nel 1996 ha una breve relazione con il DJ britannico Goldie.
Il compagno di Björk è stato, fino al settembre 2013, l'artista contemporaneo statunitense Matthew Barney. Da lui ha avuto una figlia, Ísadóra Bjarkardóttir Barney, nata il 3 ottobre 2002. Björk ha anche un figlio maschio, Sindri Eldon Þórsson, nato l'8 giugno 1986, avuto con Þór Eldon, che fu suo marito nonché suo compagno di band nei Sugarcubes. Sindri è un giornalista e suona la chitarra in diversi gruppi musicali.
Il 27 giugno 2020 Björk ha rivelato alla rivista islandese Fréttablaðið di avere un nuovo fidanzato, «per metà iraniano e per metà tedesco, che vive sulle Alpi». Secondo le indiscrezioni della rivista islandese DV.is dell'aprile 2021, sarebbe stata impegnata in quei mesi con lo chef gambiano-islandese Alexander Jallow. Nel 2023 fa le prime apparizioni pubbliche con il compagno Aleph Molinari, editore, direttore artistico e fotografo di origini messicane, ma residente a Parigi, dove dirige la rivista Purple Magazine; con lui Björk ha intrapreso varie collaborazioni artistiche.

### Paparazzi e controversie
Nel 1996 due distinti incidenti hanno portato Björk all'attenzione dei media. La prima volta quando, dopo un lungo volo per la Thailandia, una stanchissima Björk con suo figlio, che allora aveva dieci anni, venne ricevuta all'aeroporto Don Muang di Bangkok da un folto gruppo di giornalisti e cameraman che l'aspettavano per intervistarla. Quando una reporter l'avvicinò rivolgendole la parola, Björk l'assalì verbalmente e fisicamente. L'attacco durò fino a quando i suoi collaboratori non riuscirono ad afferrarla e a portarla con la forza su un autobus, all'incirca una decina di secondi dopo. Successivamente la cantante porse le sue scuse alla reporter, che le accettò e non sporse denuncia né chiese risarcimenti, e si giustificò dicendo che, stravolta dal viaggio e reduce da un faticoso periodo, aveva perso il controllo pensando che qualcuno volesse aggredire suo figlio.
Il 25 marzo 2001 ha destato grande scalpore la scelta dell'abito da indossare in occasione della 73ª edizione della cerimonia di premiazione degli Oscar: un abito a forma di cigno, realizzato per lei dallo stilista macedone Marjan Pejoski.
Nel 2008, all'aeroporto di Auckland in Nuova Zelanda, Björk aggredì un fotografo afferrandogli la maglietta da dietro e strappandola in due parti, mentre cadeva a terra. La cantante non fu denunciata.

### Sessualità
In un'intervista del 2004 Björk disse:

### Stalker
Nel settembre 1996, un suo fan, il ventunenne di Miami Ricardo López, le spedì un pacco postale contenente una bomba all'acido solforico direttamente al suo indirizzo londinese. Dopodiché, nel suo video, si applicò una pittura facciale e si tolse la vita sparandosi in bocca. Fortunatamente il pacco fu intercettato dalla polizia di Londra e non giunse mai a destinazione. López riprese ogni fase del suo gesto con una videocamera, dalla costruzione della bomba fino alla sua morte. Furono sequestrate dalla polizia quasi diciotto ore di filmati.
Nei suoi pochi commenti pubblici riguardo all'accaduto, Björk disse che era emotivamente molto provata e che la sua vita di lavoro a Londra era finita. Ciò spiega in parte perché scelse di lasciare il Regno Unito per rifarsi un'immagine altrove, cominciando poi a scrivere l'album Homogenic, dapprima durante un periodo di isolamento in Islanda.

## Discografia

### Album in studio
- 1977 – Björk
- 1993 – Debut
- 1995 – Post
- 1997 – Homogenic
- 2000 – SelmaSongs
- 2001 – Vespertine
- 2004 – Medúlla
- 2007 – Volta
- 2011 – Biophilia
- 2015 – Vulnicura
- 2017 – Utopia
- 2022 – Fossora

## Filmografia

### Cinema
- The Juniper Tree, regia di Nietzchka Kene (1990)
- Prêt-à-porter, regia di Robert Altman (1994)
- Dancer in the Dark, regia di Lars von Trier (2000)
- The Northman, regia di Robert Eggers (2022)

### Cortometraggi
- Anna and the Moods, regia di Gunnar Karlsson (2007) – voce

### Televisione
- Space Ghost Coast to Coast – serie TV, episodio 7x03 (2001)

## Tournée
- 1993/94 – Debut Tour
- 1995/97 – Post Tour
- 1997/99 – Homogenic Tour
- 2001 – Vespertine World Tour
- 2003 – Greatest Hits Tour
- 2007/08 – Volta Tour
- 2011/13 – Biophilia Tour
- 2015/17 – Vulnicura Tour
- 2018 – Utopia Tour
- 2019/23 – Cornucopia
- 2021/23 – Björk Orkestral

## Riconoscimenti
Durante la sua carriera Björk ha vinto cinque BRIT Awards e quattro MTV Video Music Awards.
Ha ricevuto quindici nomination ai Grammy Awards, una nomination agli Academy Award per la migliore canzone e due nomination ai Golden Globe Awards (di cui una come attrice).
Ha vinto il Prix d'interprétation féminine nel 2000 al 53º Festival di Cannes per il suo ruolo di attrice protagonista in Dancer in the Dark e nel 2010 ha ricevuto il Polar Music Prize dall'Accademia Reale svedese di musica con la seguente motivazione ufficiale:
Il governo islandese, per ringraziare Björk dei "suoi contributi culturali e per avere fatto conoscere l'Islanda al mondo più di chiunque altro", decise di regalarle l'isola di Elliðaey, nella baia del Breiðafjörður. Il primo ministro islandese David Oddsson, disse al parlamento: «Dobbiamo fare tutto ciò che possiamo per lei e mostrarle altrettanto rispetto». Björk in seguito non accettò l'offerta «in rispetto al popolo islandese». Ciò nonostante, da allora è un luogo comune riferirsi all'isola come Björk's Island.

## Doppiatrici italiane
Nelle versioni in italiano dei suoi film, Björk è stata doppiata da:
- Monica Ward in Dancer in the Dark
- Francesca Fiorentini in The Northman